# Pere Magriñà i Cavallé
Pere Magriñà i Cavallé (Reus, 14 de febrer de 1931 - 10 de gener de 2023) fou un jugador d'hoquei sobre patins català de la dècada de 1950.

## Trajectòria
Es formà al Reus Deportiu, club amb el qual debutà a primera divisió, i amb el qual guanyà el campionat d'Espanya l'any 1952. La temporada 1954-55 ingressà al FC Barcelona. Entre 1955 i 1958 jugà al Lleida Llista Blava, i tornà al Reus, on es retirà el 1960.
Amb la selecció espanyola disputà 19 partits i guanyà el Campionat del Món de 1954.

## Palmarès
Reus Depotiu
- Campionat d'Espanya:
  - 1952

Espanya
- Campionat del Món:
  - 1954